# Galheiro
O galheiro ou facho é um pinheiro esguio que se acende nas festas do São João no cimo dos montes. O galheiro é preparado uma semana antes da festa para ter tempo de secar. A rama do pinheiro é retirada e só se deixam os galhos, depois o pinheiro é coberto com lenha seca. À volta
do pinheiro cobre-se o monte com pinhas secas. O pinheiro acende-se na noite de São João e ao mesmo tempo pega-se fogo às pinhas enquanto se ouvem pífaros, canções apaixonadas ou rufam os tambores. Esta tradição fica a cargo dos rapazes enquanto as raparigas acendem as fogueiras na aldeia. Os montes vizinhos ficam todos iluminados com os galheiros que os rapazes acendem.